# Trilemma
Trilemma bezeichnet eine Wahl aus drei Optionen, bei der jede der drei Optionen als inakzeptabel oder ungünstig erscheint. Der Begriff ist ein Neologismus, der auf das griechische Wort Dilemma anspielt, bei dem eine Wahl aus zwei Optionen vorliegt. Das Präfix „Tri-“ steht für ‚Drei-‘.
Es gibt zwei Möglichkeiten, ein Trilemma zu beschreiben:
1. Die Wahl aus drei ungünstigen Optionen, von denen eine gewählt werden muss.
2. Die Wahl aus drei günstigen Möglichkeiten, bei der nur zwei zeitgleich ausgewählt werden können bzw. bei denen ein Trade-off zwischen den drei Größen besteht (je mehr man sich einem der drei nähert, desto weiter entfernt man sich von einem oder zwei der anderen beiden).

Die erste Erwähnung des Begriffs stammt von dem britischen Prediger Philip Henry aus dem Jahr 1672. Später – im Jahr 1725 – und unabhängig von Henry verwendete Isaac Watts den Begriff.

## Epikurs Trilemma
Eine der ersten Personen, die ein Trilemma formulierte, war der griechische Philosoph Epikur, der die Ansicht eines allmächtigen und wohlwollenden Gottes verwarf. Dazu stellte er folgende Thesen auf:
1. Falls Gott willens, aber nicht fähig ist, Böses zu verhindern, ist er nicht allmächtig.
2. Falls Gott fähig, aber nicht willens ist, Böses zu verhindern, ist er nicht gut.
3. Falls Gott willens und fähig ist, Böses zu verhindern, warum gibt es dann das Böse?

Obwohl diese Aussagen traditionell Epikur zugeschrieben werden, gibt es auch Ansichten, dass diese Aussage bereits von einem früheren Skeptiker, möglicherweise Karneades, getroffen wurde.

## Lewis’ Trilemma
Ein bekanntes Trilemma wird durch die christliche Apologetik als Beweis der Göttlichkeit Jesu formuliert. Am bekanntesten ist die Formulierung des britischen Schriftstellers und Literaturwissenschaftlers Clive Staples Lewis. Das Trilemma geht von der Annahme aus, dass der biblische Jesus – laut Mt 26,64  – behauptet habe, Gott zu sein, und Jesus demnach (durch seine Antwort „Du sagst es“ an den Hohepriester) einer der drei folgenden Kategorien entsprochen haben müsse:
1. Der Verrückte: Jesus war nicht Gott. Er glaubte fälschlicherweise, dass er Gott sei.
2. Der Lügner: Jesus war nicht Gott, wusste das und behauptete es dennoch.
3. Gott: Jesus ist Gott.

Die Relevanz dieses Trilemmas beruht wesentlich auf der Annahme, dass der biblische Jesus in jedem Fall als great moral teacher (großer ethischer Lehrer) galt, und wendete sich an Anhänger des Christentums, die zwar die Lehren Jesu, nicht aber die kirchliche Lehre von der Göttlichkeit Jesu annehmen.

## Ökonomisches Trilemma
In der Wirtschaftswissenschaft besteht ein Trilemma (Impossible trinity genannt) zwischen staatlichen Eingriffen auf verschiedenen Finanzmärkten: Es zeigt die Unmöglichkeit, gleichzeitig nationale geldpolitische Autonomie, fixe Wechselkurse und freie Kapitalströme zu erreichen. Nach der Theorie können jeweils nur zwei der drei Ziele gleichzeitig erreicht werden.

## Das Münchhausen-Trilemma
Das Münchhausen-Trilemma hat Begründungen zum Gegenstand. Eine Aussage zu begründen, sei letztlich unmöglich: Denn entweder liefe die Begründungskette ins Unendliche fort, in der Begründungskette komme irgendwann die zu begründende Aussage selbst vor oder aber die Begründungskette werde abgebrochen, um eine Aussage dogmatisch als letzte zu setzen.

## Das Bieri-Trilemma
Als Bieri-Trilemma wird gelegentlich eine Formulierung des Leib-Seele-Problems bezeichnet. Das Bieri-Trilemma wurde 1981 von dem Berner Philosophen und Schriftsteller Peter Bieri in dem Buch Analytische Philosophie des Geistes ausgearbeitet. Bieris Argument bezieht sich auf das Problem der mentalen Verursachung.

## Rodriks politisches Trilemma der Weltwirtschaft
Der türkische Ökonom und Professor an der Harvard University Dani Rodrik benennt als fundamentales politisches Trilemma der Weltwirtschaft, die Unmöglichkeit, gleichzeitig Demokratie, nationale Selbstbestimmung und wirtschaftliche Globalisierung zu betreiben.